# Dấu hiệu dầu khí
Dấu hiệu dầu khí, dấu hiệu dầu khí trực tiếp, dấu hiệu hydrocarbon hoặc dấu hiệu hydrocarbon trực tiếp (viết tắt là DHI - direct hydrocarbon indicator) là một giá trị hoặc hình dạng thuộc tính địa chấn dị thường mà có thể được giải thích bởi sự xuất hiện của hydrocarbon trong một vỉa chứa dầu hoặc khí.
DHI đặc biệt hữu ích trong việc tìm kiếm dầu khí để giảm sự rủi ro của giếng dầu. Các nhà địa vật lý học công nhận một số loại DHI sau:

## Điểm sáng

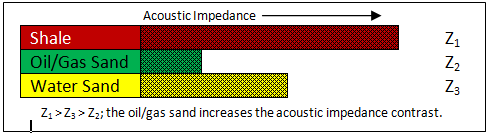
Sơ đồ trên hiển thị quan hệ trở kháng âm thanh mà tạo ra điểm sáng.

Trong địa chấn phản xạ, điểm sáng (bright spot) là một vị trí có giá trị của biên độ địa chấn cao hơn xung quanh một cách dị thường.
Điểm sáng từng không được xác định phổ biến cho đến những năm 1970 bởi vì điều khiển khuếch đại tự động được sử dụng rộng rãi, nó làm lu mờ đi hiệu ứng biên độ của dầu khí tích tụ.
Điểm sáng chủ yếu được tạo ra từ sự tăng độ tương phản trở kháng âm thanh khi một hydrocarbon (với trở kháng âm thanh thấp hơn) thế chỗ vùng bão hòa nước muối (với trở kháng âm thanh cao hơn) mà nằm dưới đá phiến sét (với trở kháng âm thanh cao hơn), làm tăng hệ số phản xạ. Hiệu ứng này giảm với độ sâu do sự nén cát kết và đá phiến sét xảy ra tại tốc độ khác nhau và quan hệ trở kháng âm thanh được nhắc đến bên trên không bảo toàn sau một độ sâu/thời gian nhất định. Dưới độ sâu này, sự giao nhau giữa trở kháng âm thanh của cát kết và đá phiến sét và một điểm mờ sẽ trở nên hiệu quả hơn đối với tiềm kiếm dầu khí.
Lưu ý quan hệ giữa dầu khí và dấu hiệu dầu khí trực tiếp không đơn giản, ví dụ như đối với điểm sáng, không phải tất cả điểm sáng đều được tạo ra bởi sự xuất hiện của hydrocarbon và do đó nó không phải bằng quyết định cho sự xuất hiện của dầu khí.

## Điểm bẹt

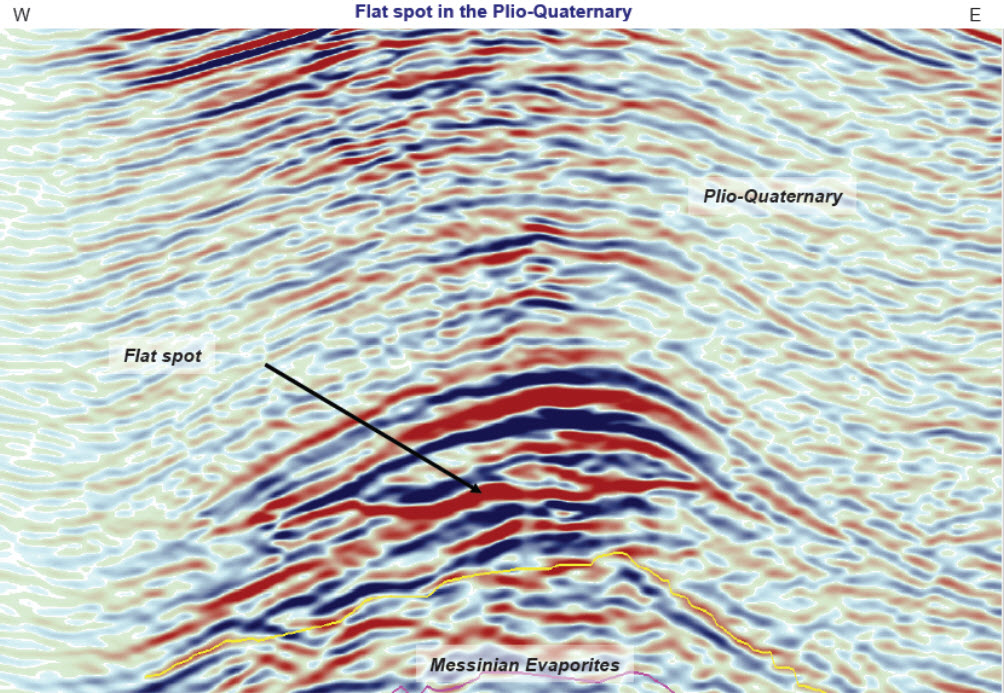
Điểm bẹt trên đường địa chấn 2D.

Trong địa chấn phản xạ, điểm bẹt (flat spot) là một thuộc tính địa chấn dị thường mà xuất hiện khi một mặt phản xạ ngang cắt qua phần địa tầng còn lại trên ảnh địa chấn.
Điểm dẹt được tạo ra do sự tăng trở kháng âm thanh khi một loại đá (với trở kháng âm thanh thấp hơn) có độ rỗng được lấp bởi khí nằm trên đá (với trở kháng âm thanh cao hơn) có độ rỗng được lấp bởi chất lỏng. Nó có thể nổi bật trên một ảnh địa chấn bởi vì nó bẹt (ngang) và nó sẽ tương phản với các phản xạ dốc xung quanh.
Có một số lý do khác có thể tạo ra điểm bẹt trên một ảnh địa chấn. Nó có thể đại diện cho sự thay đổi khoáng vật ở dưới lòng đất hoặc một phản xạ nhiều lần chưa được tách ra. Ngoài ra, việc minh giải điểm bẹt có thể được thực hiện sau khi chuyển đổi độ sâu để chắc chắn rằng dị thường này thực sự bẹt.

## Điểm mờ

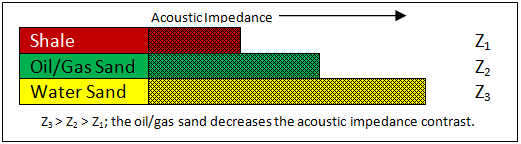
Sơ đồ trên hiển thị quan hệ trở kháng âm thanh mà dẫn đế điểm mờ.

Trong địa chấn phản xạ, điểm mờ (dim spot) là vị trí có biên độ thấp để chỉ dấu hiệu hydrocarbon Nó chủ yếu được tạo ra do sự giảm độ tương phản trở kháng âm thanh khi hydrocarbon (với trở kháng âm thanh thấp) thay thế vùng bão hòa nước muối (với trở kháng âm thanh cao hơn) mà nằm dưới đá phiến sét (với trở kháng âm thanh thấp nhất), làm giảm hệ số phản xạ.
Để điểm mờ xuất hiện, đá phiến sét phải có trở kháng âm thanh thấp hơn cả cát kết chứa nước và cát két chứa dầu/khí, nó là trường hợp đối lập với điểm sáng. Điều này xảy ra do sự nén khiến trở kháng âm thanh của cát kết và đá phiến sét tăng với thời gian và độ sâu nhưng nó không xảu ra một cách đồng nhất – đá phiến sét trẻ hơn có trở kháng âm thanh cao hơn cát kết trẻ hơn, nhưng điều này đảo nghịch với độ sâu, với đá phiến sét già hơn có trở kháng âm thanh thấp hơn cát kết già hơn.
Giống như điểm sáng, không phải tất cả điểm mờ được tạo ra bởi sự xuất hiện của hydrocarbon và do đó nó không nên được coi như bằng chứng quyết định về sự xuất hiện của dầu khí tích tụ.

## Đảo chiều phân cực

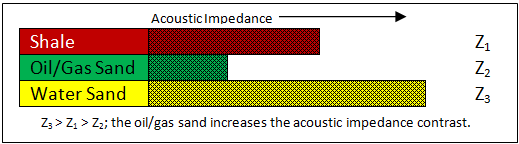
Sơ đồ hiển thị quan hệ âm mà dẫn đến đảo chiều phân cực địa chấn.

Trong địa chấn phản xạ, đảo chiều phân cực là dị thường địa chấn biên độ mà có thể chỉ ra sự xuất hiện của hydrocarbon.
Nó chủ yếu được tạo ra từ sự thay đổi cực của địa chấn khi đá phiến sét (với trở kháng âm thanh thấp hơn) nằm trên vùng bão hòa nước muối (với trở kháng âm thanh cao hơn), mà bị lấp với cát kết có dầu/khí (với tương phản âm thanh thấp nhất). Điều này thay đổi tương phản trở kháng âm thanh từ tăng thành giảm, dẫn đến cực của tín hiệu địa chấn bị đảo chiều.